# Geovane Maranhão
Geovane Diniz Silva, meglio noto come Geovane Maranhão (Barreirinhas, 4 febbraio 1989), è un calciatore brasiliano, attaccante del Madureira.

## Carriera
Ha giocato nella massima serie kuwaitiana e in quella sudanese, e nella seconda divisione brasiliana. Inoltre, tra il 2018 e il 2019 ha giocato 16 partite nelle competizioni continentali africane (CAF Champions League e CAF Confederation Cup), tutte con l'Al-Hilal Omdurman.

## Statistiche

### Presenze e reti nei club
Statistiche aggiornate al 9 ottobre 2021.
| Stagione                 | Squadra                  | Campionato               | Campionato | Campionato | Coppe nazionali | Coppe nazionali | Coppe nazionali | Coppe continentali | Coppe continentali | Coppe continentali | Altre coppe | Altre coppe | Altre coppe | Totale | Totale |
| Stagione                 | Squadra                  | Comp                     | Pres       | Reti       | Comp            | Pres            | Reti            | Comp               | Pres               | Reti               | Comp        | Pres        | Reti        | Pres   | Reti   |
| ------------------------ | ------------------------ | ------------------------ | ---------- | ---------- | --------------- | --------------- | --------------- | ------------------ | ------------------ | ------------------ | ----------- | ----------- | ----------- | ------ | ------ |
| 2009                     | Artsul                   | B/RJ                     | 25         | 11         |                 | -               | -               |                    | -                  | -                  |             | -           | -           | 25     | 11     |
| 2010                     | Vasco da Gama            | A/RJ                     | 3          | 0          | CB              | 2               | 0               |                    | -                  | -                  |             | -           | -           | 5      | 0      |
| 2010                     | Duque de Caxias          | B                        | 14         | 3          |                 | -               | -               |                    | -                  | -                  |             | -           | -           | 14     | 3      |
| 2011                     | Duque de Caxias          | A/RJ                     | 12         | 2          |                 | -               | -               |                    | -                  | -                  |             | -           | -           | 12     | 2      |
| Totale Duque de Caxias   | Totale Duque de Caxias   | Totale Duque de Caxias   | 26         | 3          |                 | -               | -               |                    | -                  | -                  |             | -           | -           | 26     | 3      |
| 2011-2012                | Belenenses               | SL                       | 12         | 0          | CP+CdL          | 2+2             | 1+0             |                    | -                  | -                  |             | -           | -           | 16     | 1      |
| 2013                     | Resende                  | A/RJ+D                   | 11+8       | 2+5        | CB              | 4               | 0               |                    | -                  | -                  |             | -           | -           | 23     | 7      |
| 2014                     | Resende                  | A/RJ                     | 15         | 2          | CB              | 1               | 0               |                    | -                  | -                  |             | -           | -           | 16     | 2      |
| 2015                     | Resende                  | A/RJ                     | 13         | 2          |                 | -               | -               |                    | -                  | -                  |             | -           | -           | 13     | 2      |
| Totale Resende           | Totale Resende           | Totale Resende           | 47         | 11         |                 | 5               | 0               |                    | -                  | -                  |             | -           | -           | 52     | 11     |
| 2015                     | Madureira                | C                        | 14         | 3          |                 | -               | -               |                    | -                  | -                  |             | -           | -           | 14     | 3      |
| 2016                     | Madureira                | A/RJ                     | 14         | 0          |                 | -               | -               |                    | -                  | -                  |             | -           | -           | 14     | 0      |
| Totale Madureira         | Totale Madureira         | Totale Madureira         | 28         | 3          |                 | -               | -               |                    | -                  | -                  |             | -           | -           | 28     | 3      |
| 2016                     | Botafogo                 | A                        | 0          | 0          | CB              | 1               | 0               |                    | -                  | -                  |             | -           | -           | 1      | 0      |
| 2017                     | Madureira                | A/RJ                     | 9          | 2          |                 | -               | -               |                    | -                  | -                  |             | -           | -           | 9      | 2      |
| 2017                     | Portuguesa-RJ            | D                        | 8          | 2          |                 | -               | -               |                    | -                  | -                  |             | -           | -           | 8      | 2      |
| 2018                     | Al-Hilal Omdurman        | PL                       | ?          | ?          |                 | -               | -               | CCL+CCC            | 2+8                | 1+1                |             | -           | -           | 10     | 2      |
| 2018-2019                | Al-Hilal Omdurman        | PL                       | ?          | ?          |                 | -               | -               | CCL+CCC            | 2+4                | 0+1                |             | -           | -           | 6      | 1      |
| Totale Al-Hilal Omdurman | Totale Al-Hilal Omdurman | Totale Al-Hilal Omdurman | ?          | ?          |                 | -               | -               |                    | 16                 | 3                  |             | -           | -           | 16     | 3      |
| 2019-2020                | Burgan                   | PL                       | ?          |            |                 | -               | -               |                    | -                  | -                  |             | -           | -           | ?      | ?      |
| Totale carriera          | Totale carriera          | Totale carriera          | 158        | 34         |                 | 12              | 1               |                    | 16                 | 3                  |             | -           | -           | 186    | 38     |

## Palmarès

### Club

#### Competizioni statali
- Copa Rio: 2

Resende: 2014, 2015

#### Competizioni nazionali
- Campionato sudanese: 1

Al-Hilal Omdurman: 2018